# Remington M870
La Remington 870  és una escopeta de bombament fabricada per l'empresa Remington Arms dels Estats Units d'Amèrica. És àmpliament emprada per civils per a tir esportiu, cacera i defensa personal. També és habitualment emprada per agències policials i forces armades arreu del món.

## Desenvolupament
La Remington 870 va ser el quart disseny important d'una sèrie d'escopetes de bombament Remington. John Pedersen va dissenyar la fràgil Remington Model 10 (i més tard la millorada Remington Model 29). Treballant amb John Moses Browning, Pedersen també col·laborar en el disseny de la Remington Model 17, que va ser adoptada per Ithaca com la Ithaca 37 i a més va servir com a base per a la Remington Model 31. L'escopeta Model 31 era molt apreciada, però va lluitar per aconseguir vendes contra la Winchester Model 1912. Remington va buscar remeiar això el 1950 en introduir al mercat una escopeta moderna, estilitzada, resistent, fiable i relativament barata, la 870 Wingmaster.
Les vendes de la 870 s'han mantingut estables. Per 1973 es va arribar als dos milions d'escopetes venudes (deu vegades la quantitat d'escopetes Model 31 que va reemplaçar). Per 1996, impulsades pel model "Express" bàsic, les vendes van arribar als set milions d'escopetes. El 13 d'abril de 2009 es va produir l'escopeta 870 número deu milions, de manera que la Remington 870 posseeix el rècord de l'escopeta més venuda de la història.

## Detalls de disseny
La Remington 870 és alimentada des de baix, té un calaix de mecanismes amb portell d'ejecció, un dipòsit tubular sota el canó, dues barres d'empenta, martell intern i un forrellat que es fixa en una extensió del canó. La seva acció, calaix de mecanismes, sistema del gallet i dependències de la corredissa són similars als empleats en els fusells i carrabines corredisses Remington Model 7600. El seu sistema de gallet va ser emprat per primera vegada a l'escopeta semiautomàtica Remington 11-48. A més se li pot muntar culates per escopetes calibre 20. Diverses peces de la Remington 870 són intercanviables amb peces de les escopetes semiautomàtiques Remington 1100 i Remington 11-87.
Els primers models de la 870 eren venuts amb estranguladors fixos. El 1986, Remington introdueix el nou sistema "estrangulador Rem" cargolable (que també es va instal·lar a les escopetes semiautomàtiques Remingtom 1100). Inicialment, les escopetes amb aquest sistema tenien canons de 533,4 mm (21 polzades), 660,4 mm (26 polzades) i 711,2 mm (28 polzades). No va ser instal·lat en escopetes amb canons de 762 mm, escopetes per cérvols, tir al blanc o venut per separat.
Les primeres escopetes Remington 870 tenien un error de disseny, el tirador podia "tibar a mitges" l'acció - no estirar el guardamà fins al final del seu recorregut al recarregar - o introduir a mitges un cartutx en el dipòsit al carregar. Això feia que l'acció es bloquegi, necessitant exercir força sobre aquesta o fins i tot desarmar l'escopeta per reparar-la. Aquest problema va ser resolt amb la introducció de la teula elevadora "Flexi Tab". Les escopetes que tenen aquesta modificació són reconeixibles per la forma en "U" de teula elevadora, visible des de la part inferior de l'arma. Això permet al cartutx anar sobre la teula elevadora sense bloquejar l'acció.

## Variants
Hi ha centenars de variants de la Remington 870. A partir dels 15 models originals, Remington produeix actualment dotzenes de models per al mercat civil, policial i militar. Les variants de la 870 es poden agrupar en:
- Wingmaster  - D'acer pavonat, amb culata i guardamà de noguera lacat o setinat. Té un dipòsit amb capacitat de 3 cartutxos.
- Police  - D'acer pavonat o fosfatat, amb culata i guardamà de noguera setinat, fusta dura o plàstic. Les seves peces són gran resistència i això models són més inspeccionats durant la seva acoblament.
- Marine  - niquelada, amb culata i guardamà de plàstic.
- Express  - D'acer granallat fosfatat, amb culata i guardamans de fusta laminada. És el model de menor cost de la sèrie.
- Super Magnum  - Calibrada per a cartutxos del 12 de 3 ½ polzades.
- XCS  - Coberta amb TriNyte externament i niquelada internament. Té culata i guardamans "speedfeed".

## Usuaris

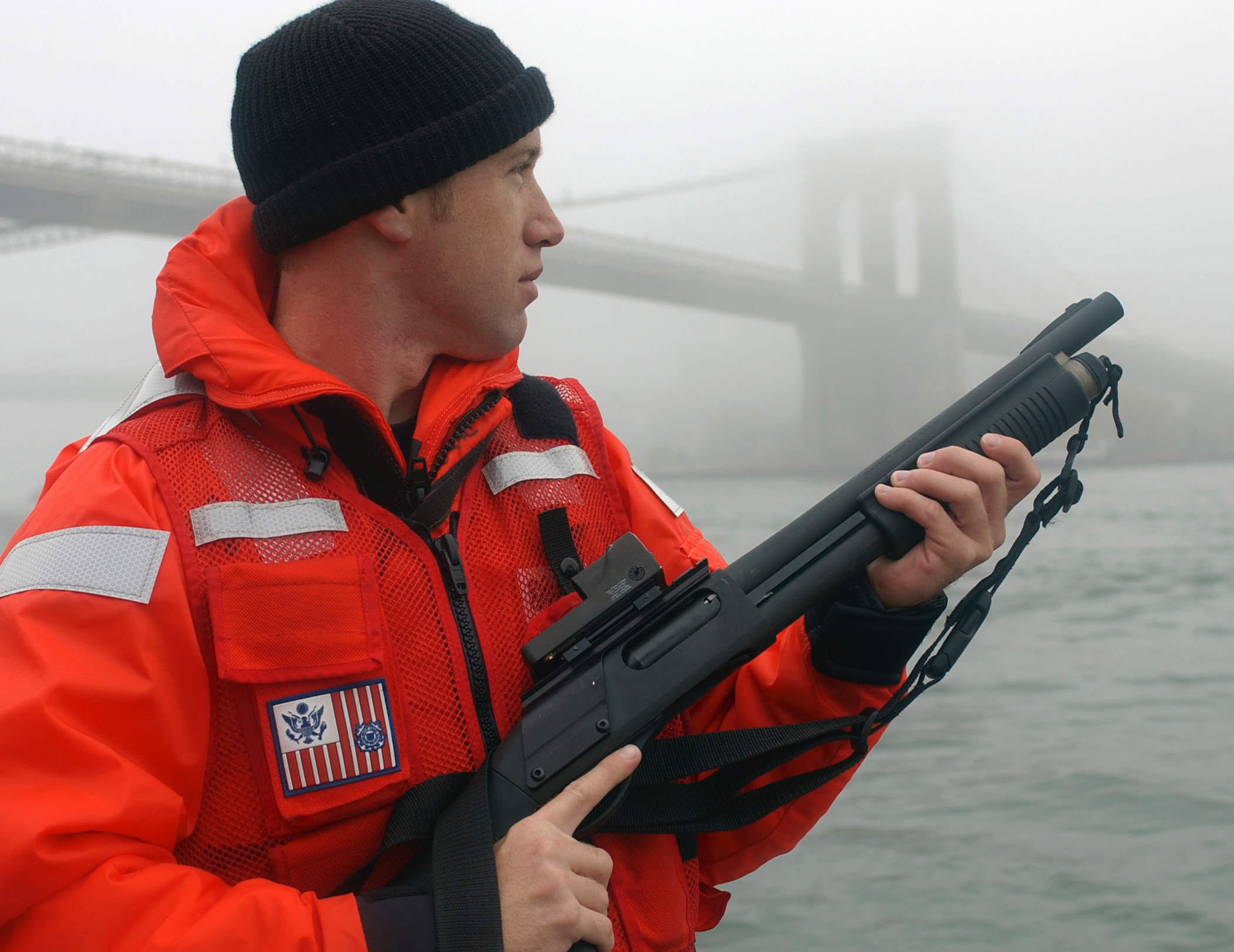
Un contramestre de l'Equip de Seguretat Marítima 91106 de la Guàrdia Costera dels Estats Units, armat amb una M870P equipada amb mira rèflex Trijicon i guardamans Speedfeed.

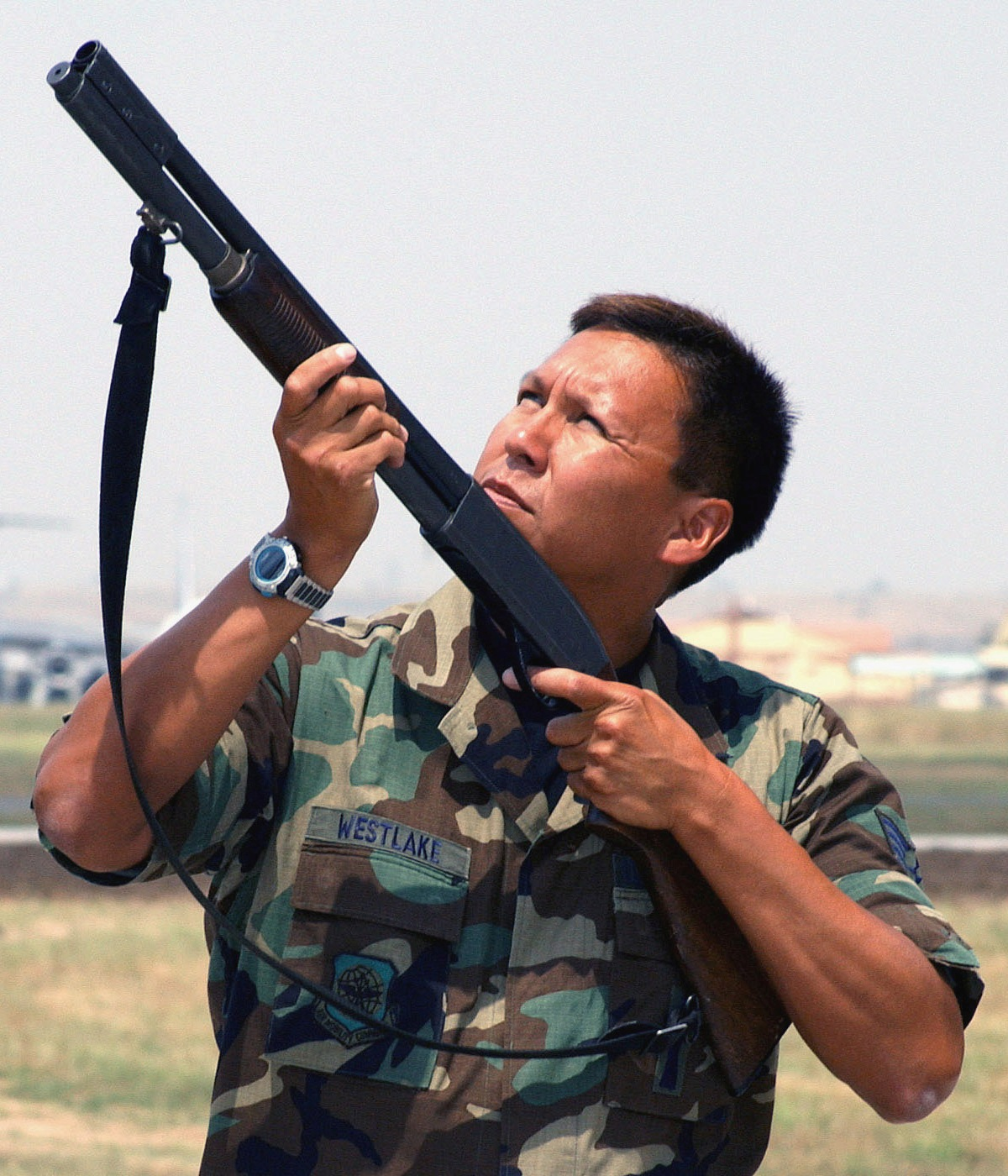
A la Base Aèria de Incirlik, la Remington 870 carregada amb cartutxos de fogueig és l'últim recurs per mantenir allunyats els ocells que volen a prop d'aquesta.

| País       | Organització | Quantitat | Data |
| ---------- | --- | --------- | ---- |
| Alemanya   | Bundeswehr | _         | _    |
| Austràlia  | Força de Defensa Australiana | _         | _    |
| Àustria    | EKO Cobra | _         | _    |
| Bangladesh | Fuerazas Armades de Bangladesh | _         | _    |
| Canadà     | Forces Canadenques | _         | _    |
| Canadà     | Policia Muntada del Canadà (RCMP) | _         | _    |
| EUA        | Forces Armades dels Estats Units (anomenada M870 ) | _         | _    |
| EUA        | Servei Secret dels Estats Units | 1,600     | 2001 |
| EUA        | Patrulla de Frontera dels Estats Units | _         | _    |
| EUA        | Departament d'Educació dels Estats Units | _         | _    |
| EUA        | Internal Revenue Service | _         | _    |
| EUA        | Diverses forces policials com el SWAT del Departament de Policia de Phoenix, Arizona, Delonte West, escorta dels Dallas Mavericks i el Departament de Policia de Sparta, New Jersey | _         | _    |
| Finlàndia  | Exèrcit finlandès | _         | _    |
| Grècia     | Ekam, unitat antiterrorisme de la Policia grega | _         | _    |
| Irlanda    | Army Ranger Wing | _         | _    |
| Luxemburg  | Unité Spéciale de la Police , unitat de la Policia del Gran Ducat | _         | _    |
| Malàisia   | Força Malaia d'Operacions Especials | _         | _    |
| Regne Unit | Forces Especials del Regne Unit (anomenada L74A1 ) i alguns Oficials Especialistes en Armes (com a arma per forçar portes)                                                          | _         | _    |
| Suïssa     | Forces Armades Suïsses (anomenada Mehrzweckgewehr 91 ; MzGw 91 ) | _         | _    |